# Kambysesroman
Der Kambyses-Roman ist eine nur fragmentarisch erhaltene spätantike Erzählung in koptischer Sprache. Namensgebend ist der persische Herrscher Kambyses II., der in dem Text jedoch mehrfach mit dem babylonischen König Nebukadnezar II. gleichgesetzt wird. Er tritt in der offenbar als Propagandaschrift dienenden Erzählung als despotischer und ehrloser Widersacher der edlen und tugendhaften Ägypter auf, die er in einem militärischen Feldzug und mit heimtückischer List unterwerfen will und die sich ihm mutig, klug und von seinen Drohungen unbeirrt entgegenstellen.
Der Autor des Textes ist unbekannt, Anfang und Ende der Geschichte fehlen; vor allem zu Beginn ist das Fragment zudem sehr lückenhaft. Auch die Datierung ist umstritten, was die genaue Deutung des Textes zusätzlich erschwert. Die Schätzungen zum Entstehungszeitraum bewegen sich zwischen dem 2. und 7. Jahrhundert, können jedoch nach neuerer Forschung auf die Zeit ab dem 5. Jahrhundert eingegrenzt werden.

## Inhalt
Der Perserkönig Kambyses schreibt einen Drohbrief an die „Bewohner des Ostens“ und droht ihnen mit der Vernichtung, sollten sie seinen Feldzug gegen den ägyptischen Pharao Hophra nicht unterstützen. Statt sich der Forderung zu beugen, benachrichtigen sie die Ägypter über die Kriegserklärung und senden ihm auf Anraten des ägyptischen Kriegshelden Bothor ein Antwortschreiben, in dem sie seine Forderung verächtlich zurückweisen. Erschüttert und zornig heckt Kambyses daraufhin gemeinsam mit seinen Beratern eine Hinterlist aus: Er sendet Boten aus, die im Namen des Pharaos eine Feierlichkeit zu Ehren des Gottes Apis ankünden sollen, zu der sich jedermann unbewaffnet an einem zentralen Platz einfinden solle. Dort will er die arg- und wehrlosen Menschen überfallen und sie sich so untertan machen. Die Ägypter durchschauen den Plan, gehen jedoch zum Schein darauf ein, um ihm dann in voller Bewaffnung entgegenzutreten. An dieser Stelle bricht die Erzählung ab. Es bleibt unklar, ob die Ägypter den Angriff letztlich erfolgreich abwehren können oder nicht.

## Zur Handschrift
Der aus sechs Blättern bestehende Pergamentkodex ist stark zerstört; er stammt aus der Sammlung von Carl Reinhardt (1856–1903), der erster Dragoman des kaiserlich-deutschen Generalkonsulates in Kairo war und ihn 1899 an die Papyrussammlung Berlin übergab, in deren Besitz sie sich heute noch befindet. Im selben Jahr veröffentlichte Heinrich Schäfer eine erste Edition und Übersetzung des Textes, maßgeblich ist heute jedoch die fünf Jahre später von Georg Möller (1876–1921) veröffentlichte Textausgabe.

## Datierung und Deutung
Die Deutung der Erzählung, die überwiegend aus Briefen und Reden und kaum längeren narrativen Passagen besteht, hängt entscheidend von ihrer Datierung ab. Naheliegend ist es, den Einmarsch persischer Truppen in Ägypten 617–19 als Referenzpunkt anzusehen. Im Falle einer Datierung nach 640 kann die Erzählung auch als Widerstandsschrift gegen die arabisch-muslimische Herrschaft in Ägypten verstanden werden. Unter paläografischen Gesichtspunkten ist der Entstehungszeitpunkt des Kambysesromans jedoch deutlich früher anzusetzen.
Stilistisch auffällig ist der häufige Gebrauch von Parallelismen und Synonymen. Inhaltlich ist der Kambysesroman fiktiv, aber historisierend und steht in derselben antiken Tradition narrativen Schreibens wie der Alexanderroman. Zugleich weist er starke Bezüge zum apokryphen Buch Judit auf. Wilhelm Spiegelberg wollte im Kambyses-Roman auch arabische literarische Einflüsse erkannt haben; diese Auffassung ist jedoch in der neueren Forschung zurückgewiesen worden.
Bemerkenswerte Ähnlichkeiten bestehen auch zum Kambyses-Zyklus der im 7. Jahrhundert entstandenen Weltchronik von Johannes von Nikiu. Aufgrund der Schwierigkeiten bei der Datierung ist unklar, ob der Kambysesroman hier möglicherweise als Vorlage diente oder andersherum die Kambyses-Passagen in der Weltchronik eine Vorlage für die Erzählung waren. Möglicherweise gehen auch beide auf einen gemeinsamen, nicht mehr erhaltenen Urtext zurück und stehen in der altägyptischen Tradition der prophetischen Königsnovelle, die in Zeiten der Fremdherrschaft die Integrität Ägyptens zu bewahren versucht.